# Michał Dziewulski
Michał Adam Dziewulski (ur. 5 września 1978 w Bielsku-Białej) – polski historyk, muzealnik, fotograf, dzwonnik Dzwonu „Zygmunt” w Katedrze na Wawelu. 

## Życiorys
Syn Lecha Bogusława i Marii z Majewskich. Absolwent IV Liceum im. Tadeusza Kościuszki w Krakowie (1997), Wydziału Historycznego Uniwersytetu Jagiellońskiego (2011).
Kustosz Muzeum Narodowego w Krakowie (od 2000 r.), gdzie pełnił rolę kierownika Działu Militariów (2008–2015) oraz Zbrojowni Muzeum Książąt Czartoryskich (2012–2015). Koordynator i współkoordynator unijnych projektów realizowanych przez Muzeum Narodowe w Krakowie: „Cyfrowe Dziedzictwo Kulturowe - stworzenie platformy digitalizacji zbiorów muzealnych w regionie Małopolski” (2011–2014), „Ottomans and Europeans: Reflecting on Five Centuries of Cultural Relations” (2014–2015), „Bliżej kultury. Cyfryzacja reprezentatywnych kolekcji jednego z najstarszych i największych muzeów w Polsce – Muzeum Narodowego w Krakowie dla e-kultury i e-edukacji” (2016–2019). Prezes Oddziału Krakowskiego (2008–2024) i sekretarz Zarządu Głównego Stowarzyszenia Miłośników Dawnej Broni i Barwy (od 2010 r.). 
Członek zarządu i skarbnik (2016–2022) Międzynarodowego Komitetu Muzeów i Kolekcji Broni i Historii Wojskowości (International Committee of Museums and Collections of Arms and Military History – ICOMAM) przy Międzynarodowej Radzie Muzeów (ICOM). 
Dzwonnik dzwonu „Zygmunt” w katedrze na Wawelu (od 1994).
Jego zainteresowania naukowe koncentrują się przede wszystkim na okresie nowożytnym a zwłaszcza na dawnym uzbrojeniu, jego ikonografii, a także na wymianie kulturalnej pomiędzy Wschodem i Zachodem. Od 2011 pełni rolę redaktora prowadzącego pisma Studia do dziejów dawnego uzbrojenia i ubioru wojskowego.

## Wybrane publikacje
- 100 rarytasów z kolekcji militariów Muzeum Narodowego w Krakowie, Kraków 2015, ISBN 978-83-7581-194-0.
- Robert Born, Michał Dziewulski, Guido Messling, Ottomania. Osmański Orient w sztuce renesansu, Kraków 2015, ISBN 978-83-7581-181-0.
- Ambassadors of Dialogue. The Role of Diplomatic Gifts and Works of Arts and Crafts in Intercultural Exchange, (red.), Kraków 2016, ISBN 978-83-7581-219-0.
- Studia do dziejów dawnego uzbrojenia i ubioru wojskowego, cz. XV, (red. wspólnie z A. Konstankiewicz), Kraków 2018, ISBN 978-83-7581-274-9.
- Wystawa "Broń i Barwa". Przewodnik. Opowieści o historii, kulturze, rzemiośle i tradycji, Kraków 2023, ISBN 978-83-7581-444-6

## Wybrane wystawy
- „Broń i barwa w dawnej Polsce”, Muzeum Narodowe w Krakowie, 2008 (współkurator)[5][6].
- „The Sultan’s World”, BOZAR, Bruksela, 2015 (współkurator)[7].
- „Ottomania. Osmański Orient w sztuce renesansu”, Muzeum Narodowe w Krakowie, 2015 (kurator)[8].
- „Twarzą w twarz. Sztuka w Auschwitz”, Muzeum Narodowe w Krakowie, 2017 (współkurator)[9][10].
- "Broń i Barwa" - stała wystawa w Arsenale Muzeum Książąt Czartoryskich[11]

## Wybrane wystawy i publikacje fotografii
- Agnieszka Sieradzka, Forbidden art: illegal works by concetration camp prisoners, Oświęcim 2012, ISBN 978-83-7704-044-7.
- Piotr Cywiński, Epitafium… i inne niepokoje, Oświęcim 2012, ISBN 978-83-7704-042-3.
- Auschwitz Legacies, red. M. Emilewicz-Pióro, P.Cywiński, Oświęcim 2015, ISBN 978-83-7704-089-8.
- Michał Dziewulski, 100 rarytasów z kolekcji militariów Muzeum Narodowego w Krakowie, Kraków 2015, ISBN 978-83-7581-194-0.
- Sherrie Levine. After All, Neues Museum – Staatliches Museum für Kunst und Design, Nürnberg 2016.
- Agnieszka Sieradzka, Twarzą w twarz. Sztuka w Auschwitz. Katalog wystawy, Kraków 2017.
- Araki / Tsujimura. Na granicy cienia, red. A. Oleśkiewicz, Muzeum Sztuki i Techniki Japońskiej "Manggha", Kraków 2020.
- Leszek Zachuta, Broń z warsztatu Ignacego Höfelmajera (1825-1889) ze zbiorów muzealnych i prywatnych, Kraków 2022.
- Wystawa: Forbidden Art - Państwowe Muzeum Auschwitz-Birkenau w Oświęcimiu (2011),  United Nations Headquaters, Nowy Jork, USA (2016), Oakland University, USA (2018), National Liberty Museum, Philadelphia, USA (2019-2020)[12][13].

## Wyróżnienia i nagrody
- 2008 – „Honoris Gratia” (nr 1148) przyznawana przez prezydenta miasta Krakowa.
- 2010 – medal „Młodego Pozytywisty”, wyróżnienie Towarzystwa im. Hipolita Cegielskiego[14].
- 2014 – odznaka honorowa „Bene Merito”, przyznana przez Ministra Spraw Zagranicznych za promocję i umacnianie wizerunku Polski na arenie międzynarodowej i udział w pozyskaniu dóbr polskich z zagranicy.
- 2015 –  Złota Odznaka Dzwonnika Katedry na Wawelu, przyznana przez Metropolitę Krakowskiego kard. Stanisława Dziwisza.
- 2016 – „Marka Radia Kraków” za wystawę „Ottomania. Osmański Orient w sztuce renesansu” (kurator wystawy)[15].
- 2017 – Złota Odznaka Stowarzyszenia Miłośników Dawnej Broni i Barwy[16].
- 2017 – nagroda „Justus Lipsius Award” dla najlepszej książki bronioznawczej, za katalog 100 rarytasów z kolekcji militariów Muzeum Narodowego w Krakowie[17].
- 2018 – „Sybilla 2017” dla  najlepszej wystawy w kategorii „Wystawy historyczne i archeologiczne. Wydarzenie muzealne roku”, za wystawę „Twarzą w twarz. Sztuka w Auschwitz” (współkurator wystawy)[18].
- 2019 – Odznaka Honorowa „Zasłużony dla Kultury Polskiej” (nr 13361), przyznana przez Ministra Kultury i Dziedzictwa Narodowego.
- 2024 - "Sybilla 2023" - Wyróżnienie dla wystawy "Broń i Barwa" w kategorii "Nowe i zmodernizowane wystawy stałe"[19]